# اردوگاه کار اجباری ترزینشتات

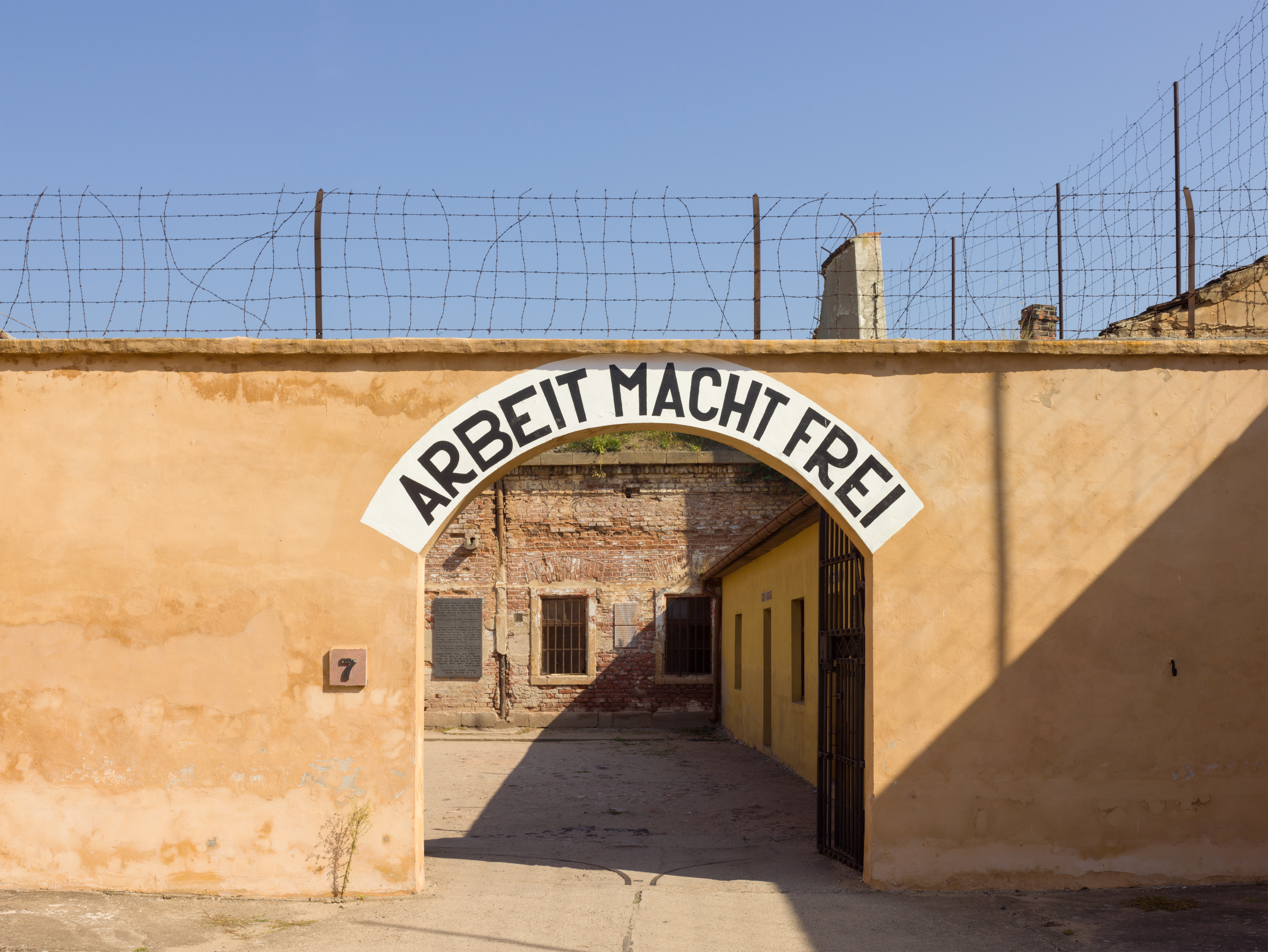

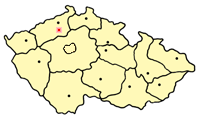
موقعیت اردوگاه در جمهوری چک

اردوگاه کار اجباری ترزینشتات (به آلمانی: KZ Theresienstadt) از بزرگترین اردوگاه‌های کار اجباری آلمان نازی بود که توسط رژیم نازی در سال ۱۹۴۱ در جمهوری چک ساخته شد.
بیش از ۳۵ هزار نفر در این اردوگاه به قتل رسیدند.